# Neurolaena lobata
 (mai 2021).
- Si vous ne connaissez pas le sujet, laissez ce bandeau (vous pouvez alors contacter les auteurs).
- Si vous supprimez le contenu mis en cause (vous pouvez préalablement contacter les auteurs),

argumentez précisément cette suppression dans la page de discussion
(un manque de référence n'est pas un argument ; une recherche réelle de référence doit avoir été effectuée, être formellement documentée).
Espèce
Neurolaena lobata, également appelée Herbe-à-pic (zèb a pik en créole), est une espèce de plantes à fleurs de la famille des Asteraceae.
C'est une plante herbacée arbustive d'une hauteur de 2 à 4 m, originaire des Antilles et d’Amérique centrale.

## Description
Les feuilles sont alternes lancéolées, irrégulièrement dentées, laissant une trace jaune quand on les touche, panicules terminales de petites fleurs jaunes, le fruit est un akène brunâtre à aigrette.
La morphologie foliaire change lors de l’évolution de la plante. Dès l'apparition des premières fleurs, les feuilles deviennent très petites, la priorité physiologique est donnée aux fleurs et non plus aux feuilles.

## Usages
La médecine traditionnelle des Caraïbes, d'Amérique centrale, de Colombie ou du Venezuela attribue à la décoction de ses tiges, de ses feuilles et de ses fleurs (avant l'ouverture) des propriétés comme antipyrétique et pour soulager le diabète, la gastrite et la bronchite, ainsi que pour traiter les morsures de serpent. Expérimentalement, des résultats positifs ont été obtenus en appliquant des extraits de feuilles, branches et tiges pour neutraliser les hémorragies provoquées par le venin du fer de lance commun (Bothrops atrox),.
Elle est utilisée comme répulsif anti-insectes, et dans l'agriculture biologique comme insecticide.
L'infusion de cette plante est utilisée comme stimulant de l'estomac, fébrifuge et antidiarrhéique. Elle est connue pour son utilisation comme traitement contre les amibes. Elle est considérée comme un moyen de combattre le paludisme. En cataplasme, au Venezuela, elle est mentionnée comme traitement contre le venin de serpent, à partir de la plante fraîche que l'on place sur la plaie.

## Effet indésirable
Il n’y a pas réellement d’effet indésirable découvert aujourd’hui cependant elle est déconseillée chez l’enfant en bas âge et la femme enceinte. Elle peut causer des brulures d’estomac du fait de l'amertume de ses feuilles consommées sous forme d'infusion.